# 1e Screen Actors Guild Awards
De 1e Screen Actors Guild Awards, waarbij prijzen werden uitgereikt voor uitstekende acteerprestaties in film en televisie voor het jaar 1994, gekozen door de leden van de Screen Actors Guild, vonden plaats op 25 februari 1995 in de Universal Studios in Hollywood. De prijs voor de volledige carrière werd uitgereikt aan George Burns.

## Film

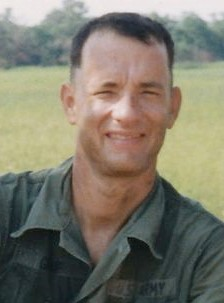
Tom Hanks (Forrest Gump), winnaar mannelijke acteur in een hoofdrol

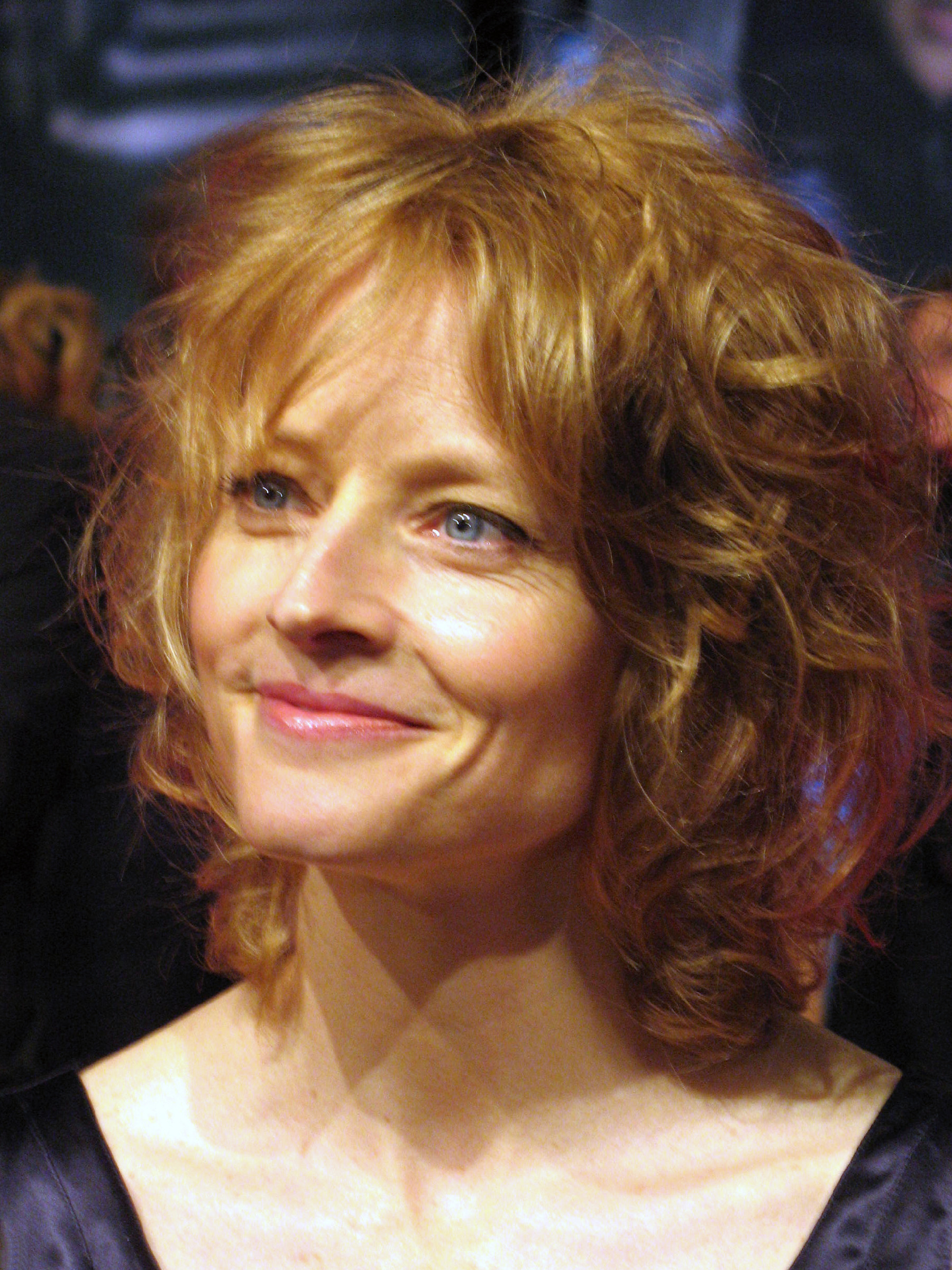
Jodie Foster (Nell), winnaar vrouwelijke acteur in een hoofdrol

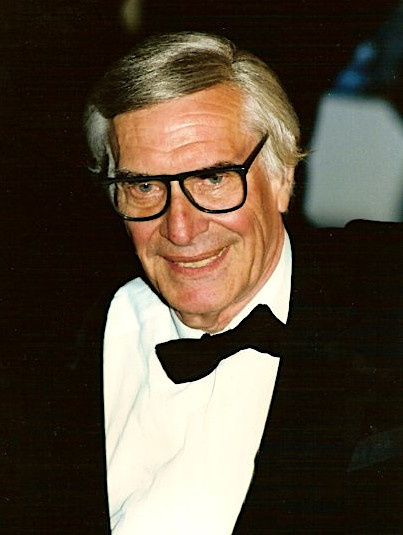
Martin Landau (Ed Wood), winnaar mannelijke acteur in een bijrol

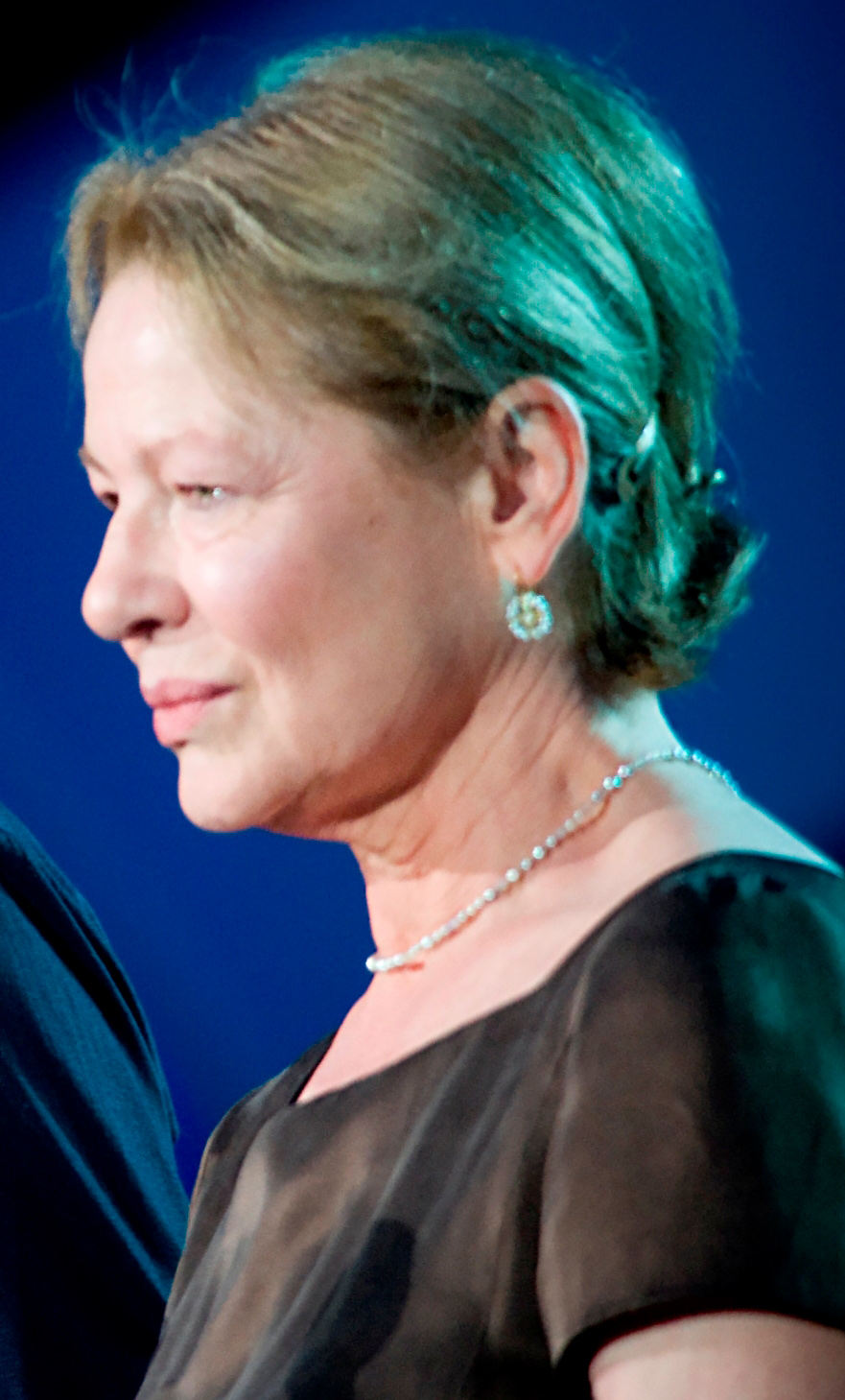
Dianne Wiest (Bullets Over Broadway), winnaar vrouwelijke acteur in een bijrol

De winnaars staan bovenaan in vet lettertype.

#### Mannelijke acteur in een hoofdrol
Outstanding Performance by a Male Actor in a Leading Role
- Tom Hanks - Forrest Gump
  - Morgan Freeman - The Shawshank Redemption
  - Paul Newman - Nobody's Fool
  - Tim Robbins - The Shawshank Redemption
  - John Travolta - Pulp Fiction

#### Vrouwelijke acteur in een hoofdrol
Outstanding Performance by a Female Actor in a Leading Role
- Jodie Foster - Nell
  - Jessica Lange - Blue Sky
  - Meg Ryan - When a Man Loves a Woman
  - Susan Sarandon - The Client
  - Meryl Streep - The River Wild

#### Mannelijke acteur in een bijrol
Outstanding Performance by a Male Actor in a Supporting Role
- Martin Landau - Ed Wood
  - Samuel L. Jackson - Pulp Fiction
  - Chazz Palminteri - Bullets Over Broadway
  - Gary Sinise - Forrest Gump
  - John Turturro - Quiz Show

#### Vrouwelijke acteur in een bijrol
Outstanding Performance by a Female Actor in a Supporting Role
- Dianne Wiest - Bullets Over Broadway
  - Jamie Lee Curtis - True Lies
  - Sally Field - Forrest Gump
  - Uma Thurman - Pulp Fiction
  - Robin Wright - Forrest Gump

## Televisie

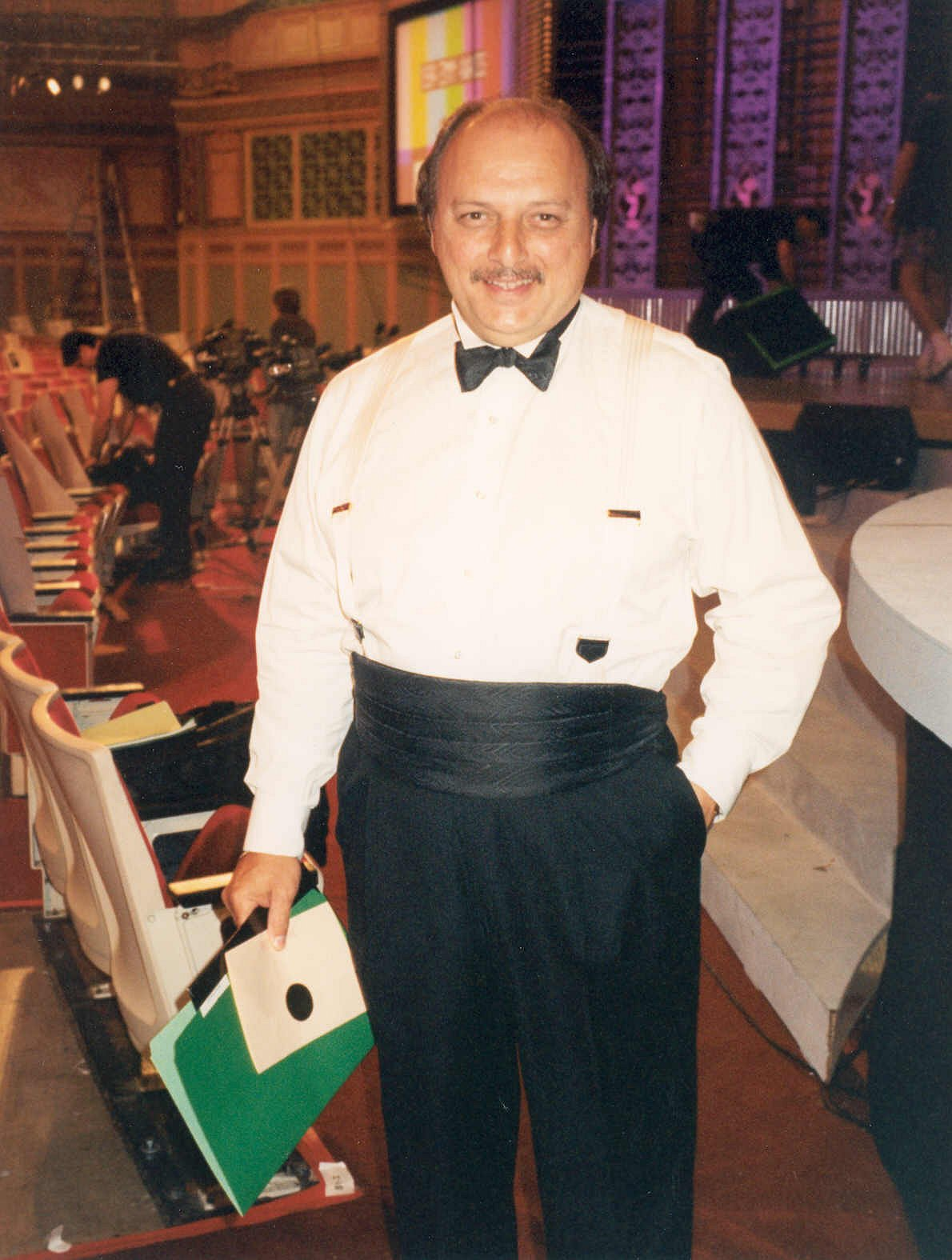
Dennis Franz (NYPD Blue), winnaar mannelijke acteur in een dramaserie

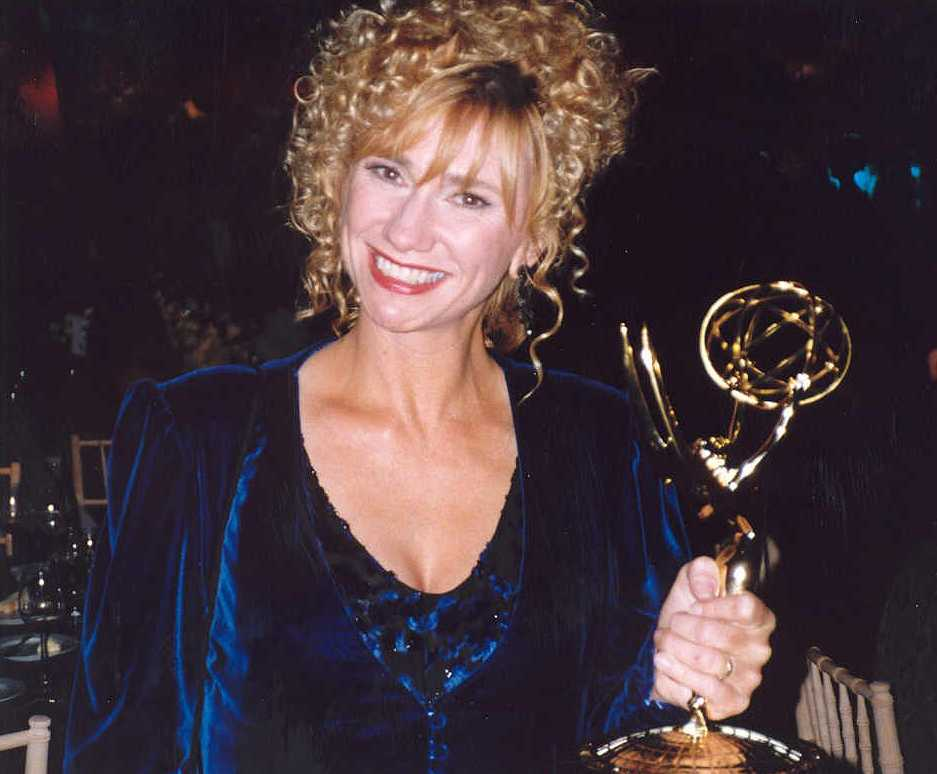
Kathy Baker (Picket Fences), winnaar vrouwelijke acteur in een dramaserie

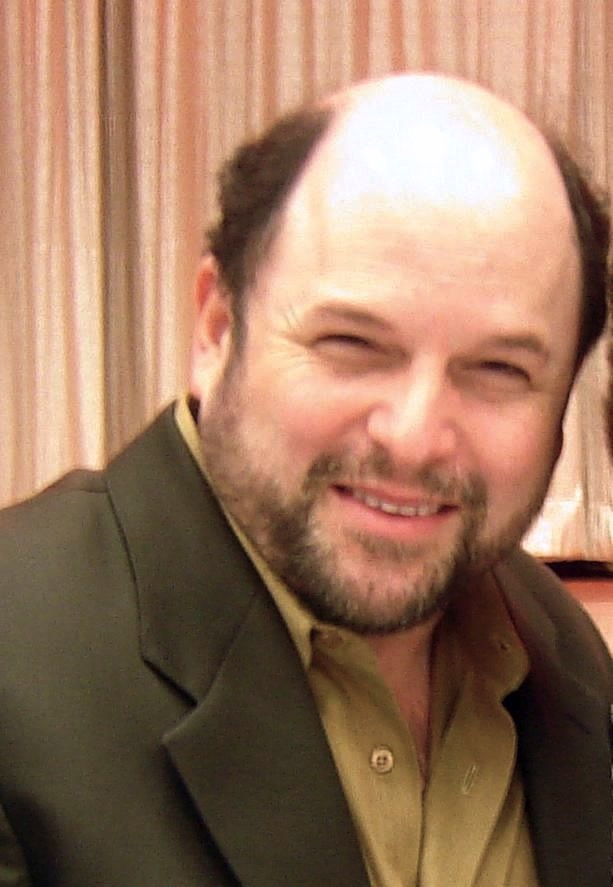
Jason Alexander (Seinfeld), winnaar mannelijke acteur in een komedieserie

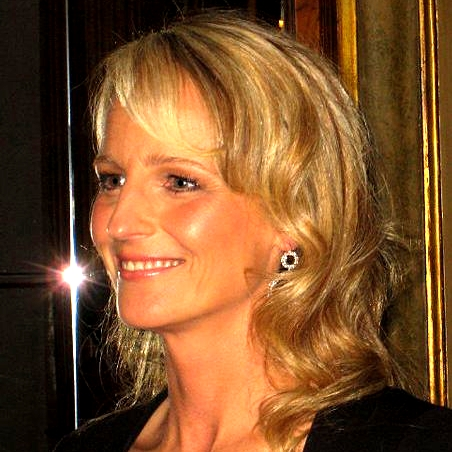
Helen Hunt (Mad About You), winnaar vrouwelijke acteur in een komedieserie

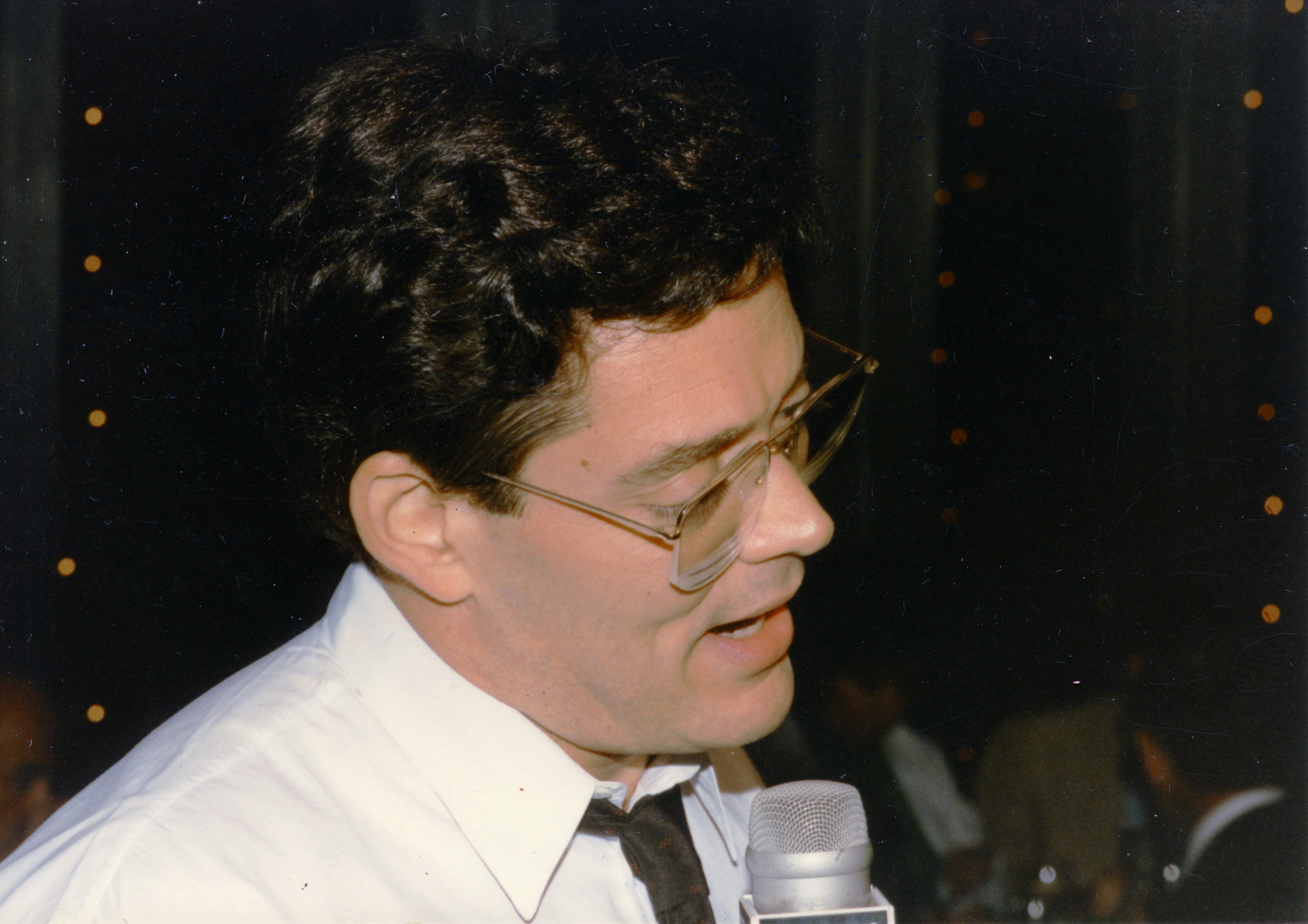
Raúl Juliá (The Burning Season), winnaar mannelijke acteur in een miniserie of televisiefilm

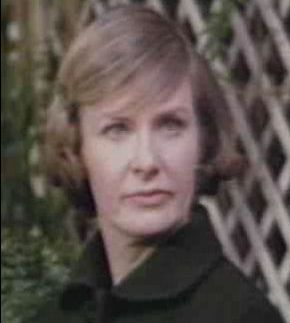
Joanne Woodward (Breathing Lessons), winnaar vrouwelijke acteur in een miniserie of televisiefilm

De winnaars staan bovenaan in vet lettertype.

#### Ensemble in een dramaserie
Outstanding Performance by an Ensemble in a Drama Series
- NYPD Blue
  - Chicago Hope
  - ER
  - Law & Order
  - Picket Fences

#### Mannelijke acteur in een dramaserie
Outstanding Performance by a Male Actor in a Drama Series
- Dennis Franz - NYPD Blue
  - Héctor Elizondo - Chicago Hope
  - Mandy Patinkin - Chicago Hope
  - Tom Skerritt - Picket Fences
  - Patrick Stewart - Star Trek: The Next Generation

#### Vrouwelijke acteur in een dramaserie
Outstanding Performance by a Female Actor in a Drama Series
- Kathy Baker - Picket Fences
  - Swoosie Kurtz - Sisters
  - Angela Lansbury - Murder, She Wrote
  - Jane Seymour - Dr. Quinn, Medicine Woman
  - Cicely Tyson - Sweet Justice

#### Ensemble in een komedieserie
Outstanding Performance by an Ensemble in a Comedy Series
- Seinfeld
  - Frasier
  - Mad About You
  - Murphy Brown
  - Northern Exposure

#### Mannelijke acteur in een komedieserie
Outstanding Performance by a Male Actor in a Comedy Series
- Jason Alexander - Seinfeld
  - John Goodman - Roseanne
  - Kelsey Grammer - Frasier
  - David Hyde Pierce - Frasier
  - Paul Reiser - Mad About You

#### Vrouwelijke acteur in een komedieserie
Outstanding Performance by a Female Actor in a Comedy Series
- Helen Hunt - Mad About You
  - Candice Bergen - Murphy Brown
  - Ellen DeGeneres - Ellen
  - Julia Louis-Dreyfus - Seinfeld
  - Roseanne - Roseanne

#### Mannelijke acteur in een miniserie of televisiefilm
Outstanding Performance by a Male Actor in a Television Movie or Miniseries
- Raúl Juliá - The Burning Season
  - James Garner - The Rockford Files: I Still Love L.A.
  - John Malkovich - Heart of Darkness
  - Gary Sinise - Stephen King's The Stand
  - Forest Whitaker - The Enemy Within

#### Vrouwelijke acteur in een miniserie of televisiefilm
Outstanding Performance by a Female Actor in a Television Movie or Miniseries
- Joanne Woodward - Breathing Lessons
  - Katharine Hepburn - One Christmas
  - Diane Keaton - Amelia Earhart: The Final Flight
  - Sissy Spacek - A Place for Annie
  - Cicely Tyson - Oldest Living Confederate Widow Tells All